# 罗莎琳·布赖恩特
罗莎琳·布赖恩特（英語：Rosalyn Bryant，1956年1月7日—），美国女子田径运动员，主攻短跑。她曾代表美国参加1976年夏季奥林匹克运动会田径比赛，获得女子4×400米接力银牌。